# Mystrium voeltzkowi
Mystrium voeltzkowi (лат.) — вид муравьёв из подсемейства Amblyoponinae.

## Распространение
Эндемик Мадагаскара.

## Описание
Среднего размера муравьи (менее 1 см) с широкой субквадратной головой и длинными зазубренными челюстями, прикреплёнными у боковых краёв передней части клипеуса. На переднем крае наличника 6—7 зубцов. Основная окраска тела от красновато-коричневой до чёрной. Промеры рабочих муравьёв: длина головы (HL) — 1,45—2,15 мм, ширина головы (HW) — 1,41—2,26 мм, отношение ширины головы к её длине (HW/HL x 100 = CI) — 96—104, длина скапуса (SL) — 1,05—1,65 мм, индекс скапуса (отношение длины скапуса к ширине головы; SI) — 71—80, длина мандибул (ML) — 1,47—2,72 мм, длина груди (WL) — 1,72—2,68 мм. Максиллярные щупики состоят из 4 члеников, а нижнегубные из 3 сегментов.
Вид был впервые описан в 1897 году швейцарским мирмекологом Огюстом Форелем, а в 2014 году с ним был синонимизирован таксон Mystrium fallax Forel, 1897, который до этого рассматривался отдельным видом. Видовой эпитет M. voeltzkowi дан в честь А. Волчкова (Dr. A. Voeltzkow; Berlin).

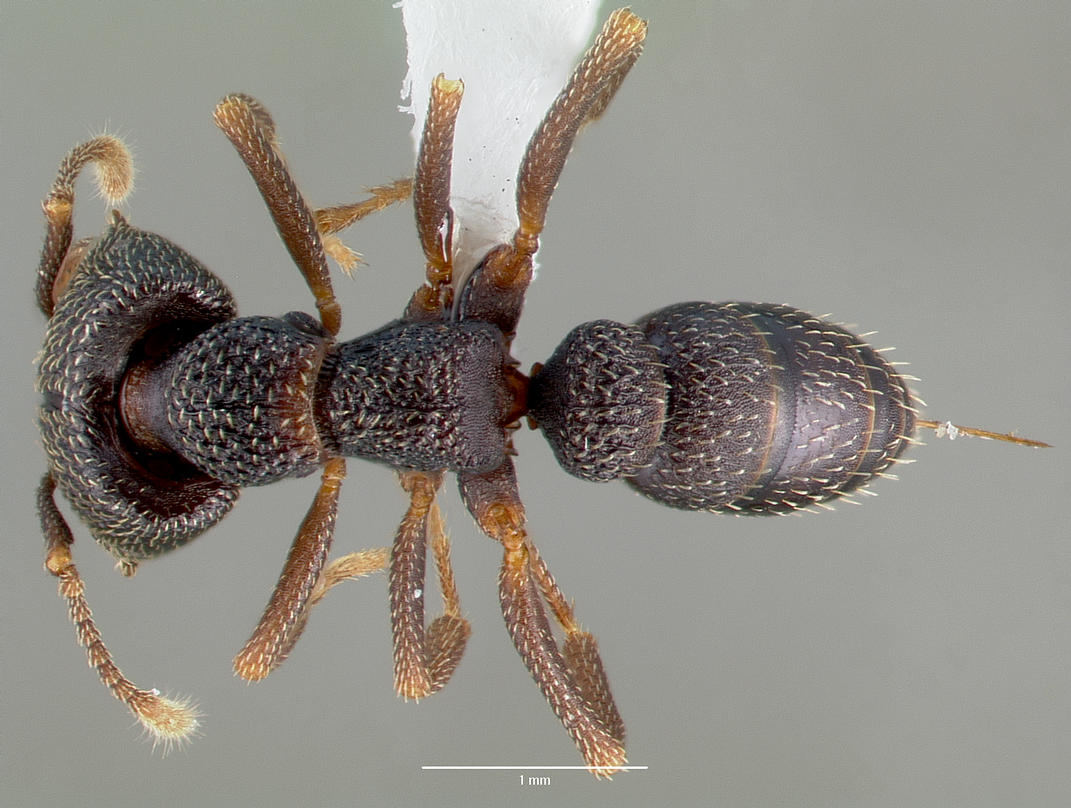
Вид сверху
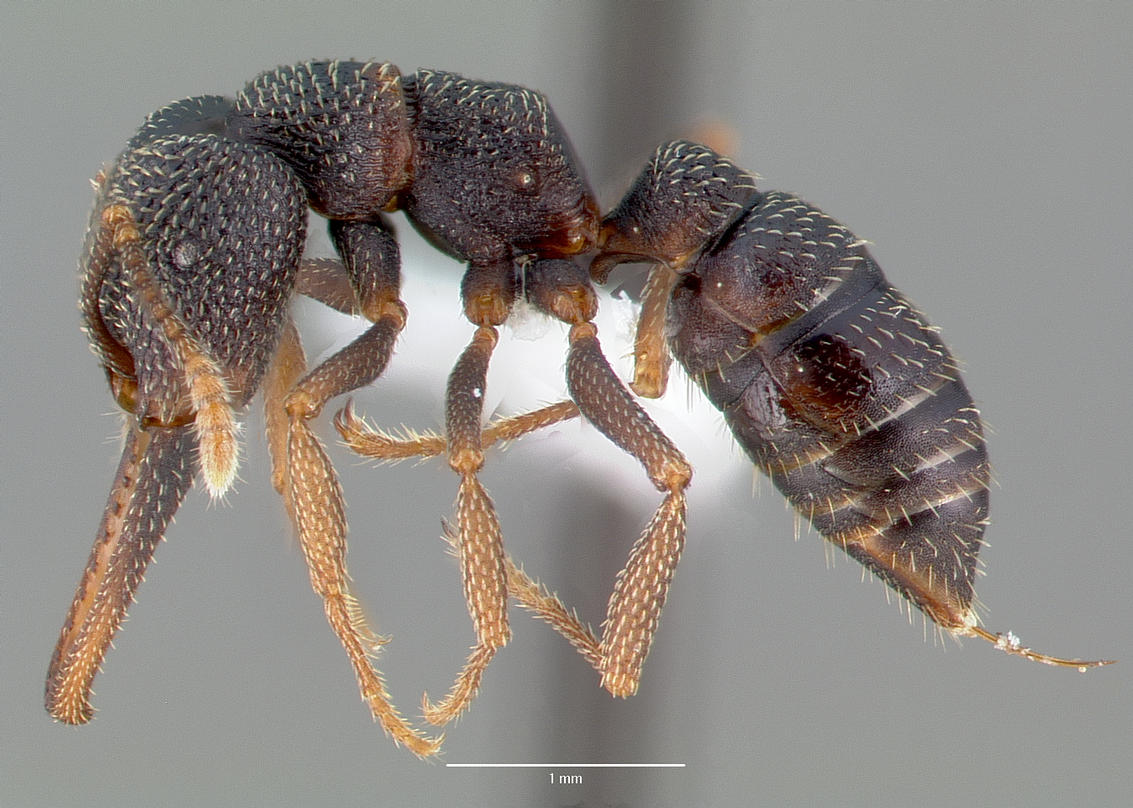
Вид сбоку
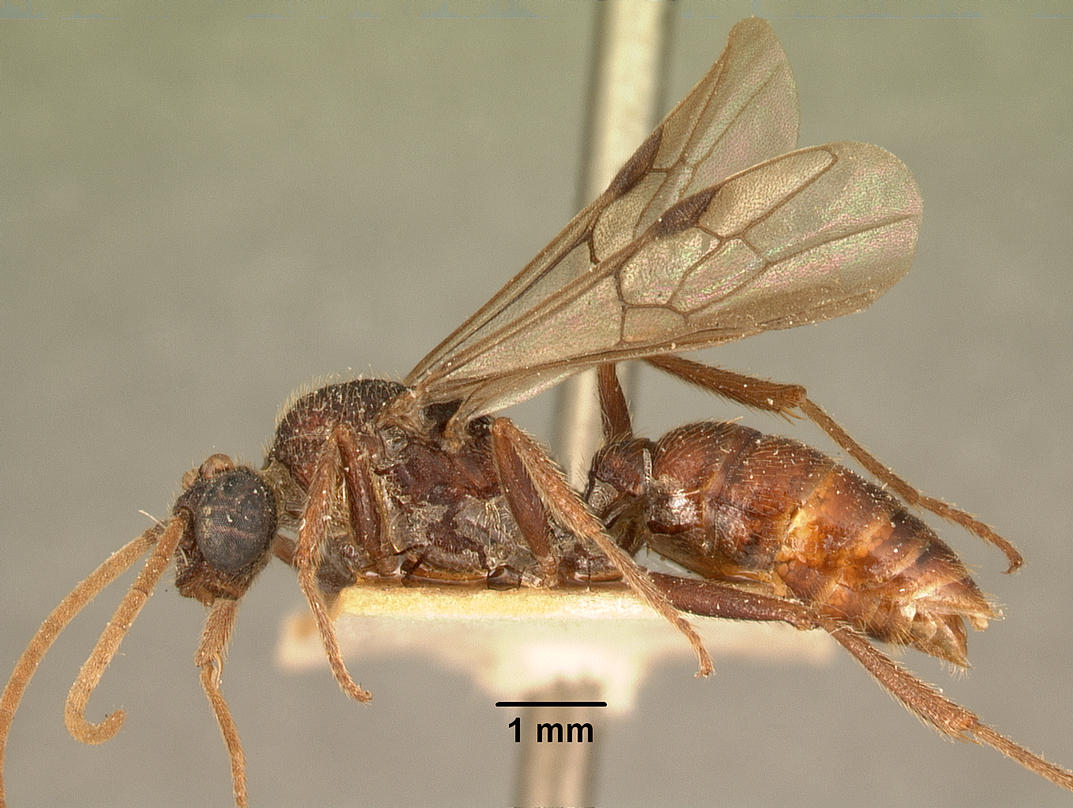
Крылатый самец